# Port lotniczy Thimphu
Port lotniczy Thimphu (IATA: QJC, ICAO: VQTU) – mały port lotniczy położony w Thimphu w Bhutanie.